# قصر معان
قصر الملك عبد الله الأوّل أو قصر معان أحد القصور الأثرية في الأردن، بُني سنة 1322هـ/1904م، يقع على بعد 3 كم جنوب مدينة معان. كان يستخدم سابقا كأحد أبنية محطة السكة الحديدية الحجازية، إلى أن اتخذه الأمير عبدالله مقراً له حين قدم إلى المدينة في 21 تشرين الثاني 1920، وأُطلق على هذا المبنى اسم «مقر الدفاع الوطني».وقد تحول اليوم إلى متحف.
بدأ الأمير عبدالله ممارسة نشاطاته واتخاذ قراراته السياسية من هذا المبنى، فقد أعلن نفسه نائباً عن أخيه الملك فيصل (ملك سوريا) للعمل على تحرير الأراضي السورية من الاحتلال الفرنسي بعد أحداث معركة ميسلون، وأصبح هذا البناءُ مركزَ قيادة وإدارة، ومنه انطلقت رحلة تأسيس الدولة الأردنية نحو عمّان في 2 آذار 1921.
صدرت في هذا المبنى أيضا أول جريدة في إمارة شرق الأردن حملت اسم "الحق يعلو"، وهي جريدة أسبوعية، صدر منها خمسة أعداد؛ أربعة في معان وعدد واحد في عمّان.